# Folgefonna
Folgefonna es un conjunto de glaciares tipo meseta en el distrito tradicional de Hardanger, parte del condado de Vestland (desde 2020), Noruega. Se ubican en la península de Folgefonna repartida entre los municipios de Odda, Jondal, Kvinnherad y Etne. Los tres glaciares son:
- Nordre Folgefonna: tiene una superficie de 26 km². Es el que está más al norte.
- Midtre Folgefonna: tiene una superficie de 11 km². Es el glaciar del medio.
- Søndre Folgefonna: tiene una superficie de 167 km², siendo el tercer glaciar más grande de la Noruega continental. Es el glaciar del sur.[1]

En el 2006 se midió la superficie total, resultando en un área de 207 km². En el 2005 se creó el parque nacional Folgefonna, protegiendo a los glaciares y su entorno.

## Glaciares derivados
Los glaciares derivados del grupo Folgefonna son Blomstølskardbreen, Bondhusbreen y Buarbreen. Desde 1960 el Blomstølskardbreen, ubicado en el límite sur de Folgefonna, se ha mantenido estable. Mientras que los glaciares Bondhusbreen y Buerbreen crecieron durante la década de 1990 para luego entrar en retroceso en el 2000. Desde Odda hay recorridos hacia el Buarbreen.

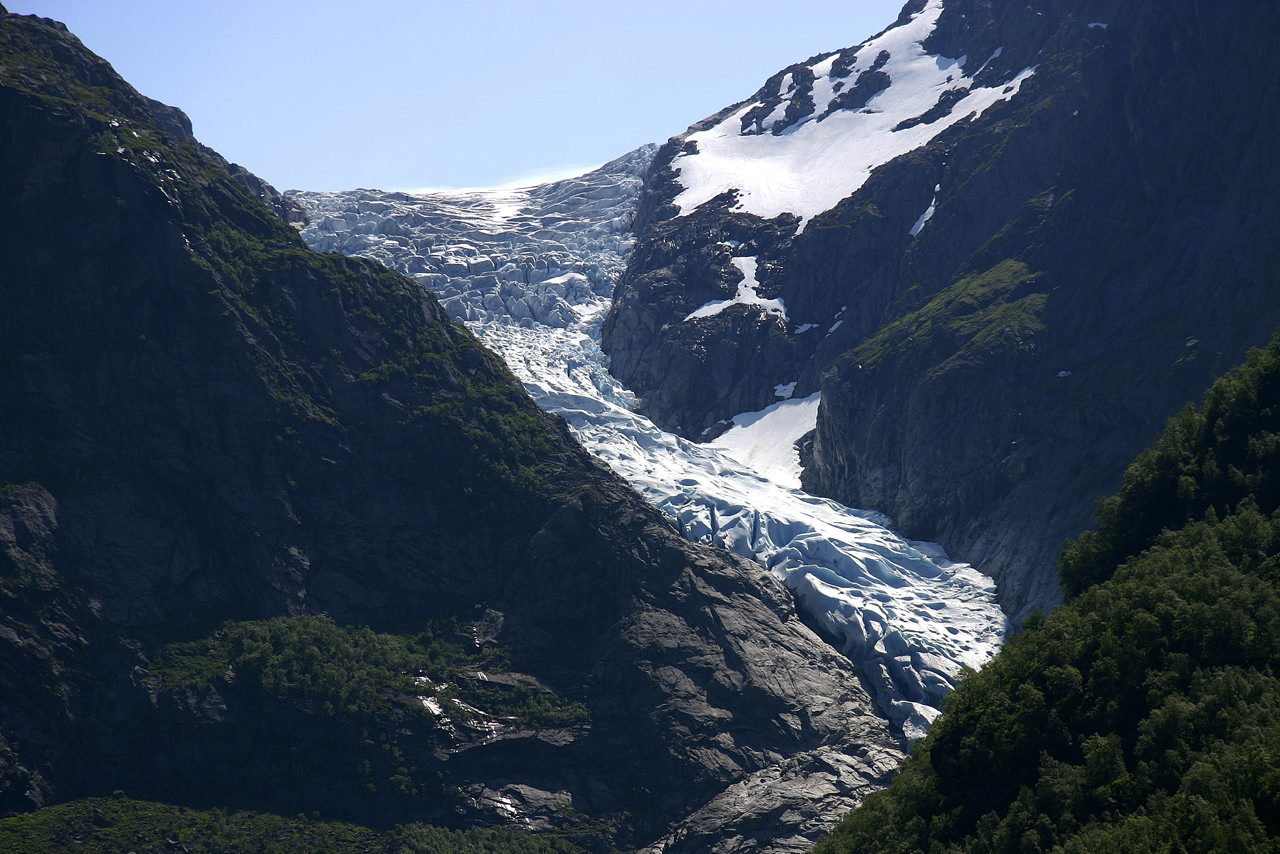
Bondhusbreen
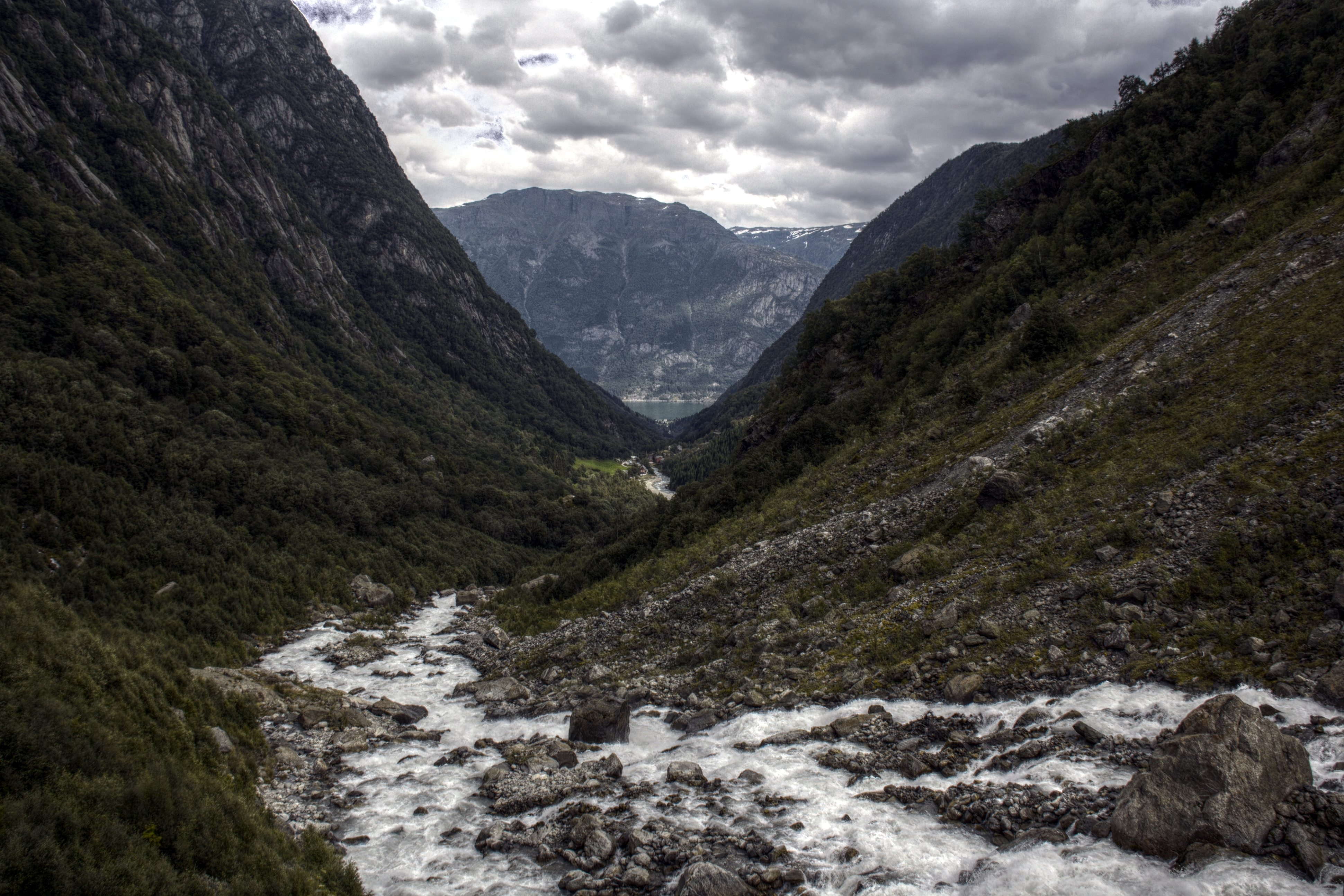
Vista hacia abajo
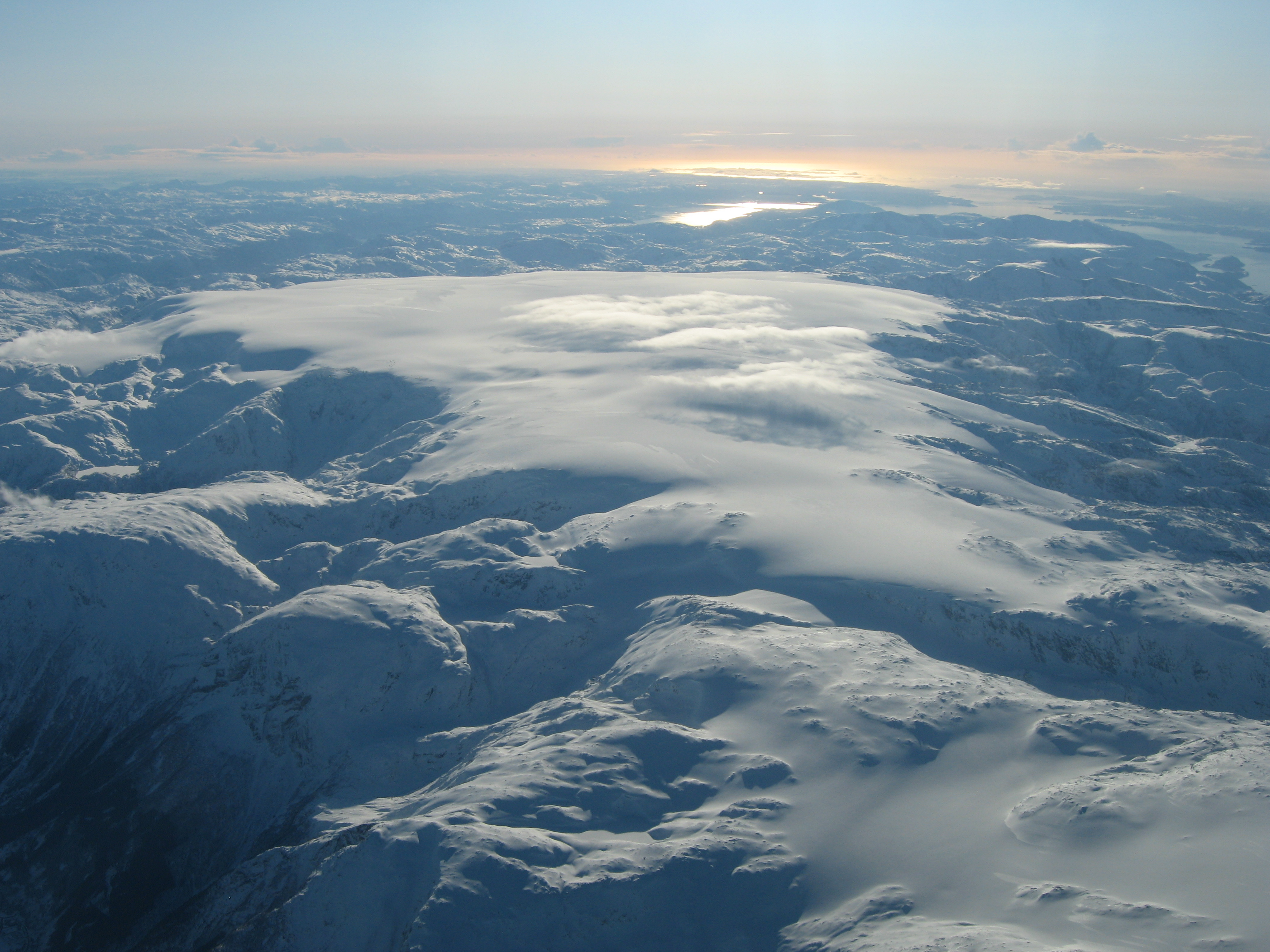
Vista aérea
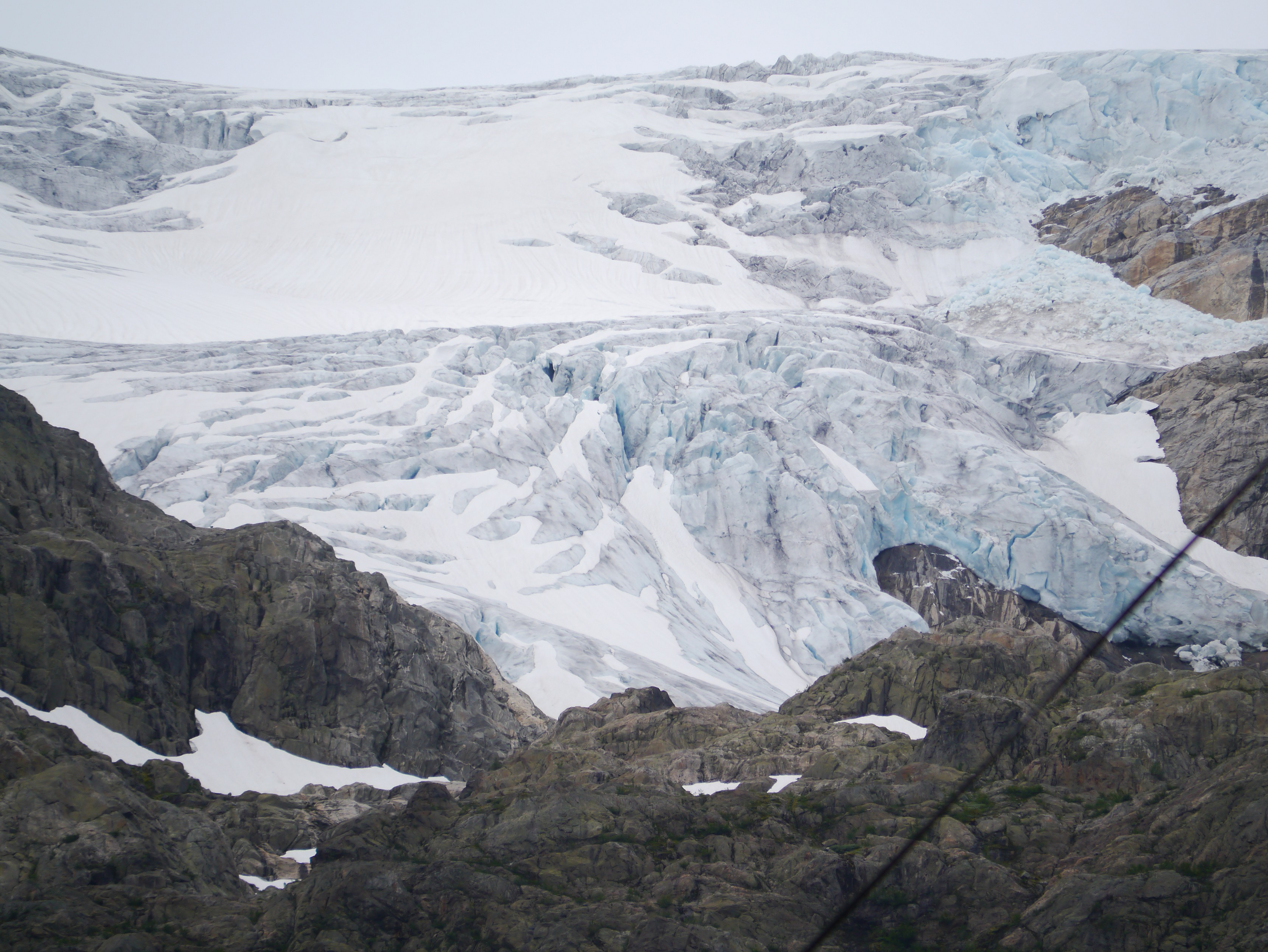
El glaciar desde cerca

## Etimología
El primer elemento es folge que significa «delgada capa de nieve» y el segundo es la forma finita de fonn que significa «masa de nieve» o «glaciar de nieve».